# Адлер (Сочі)

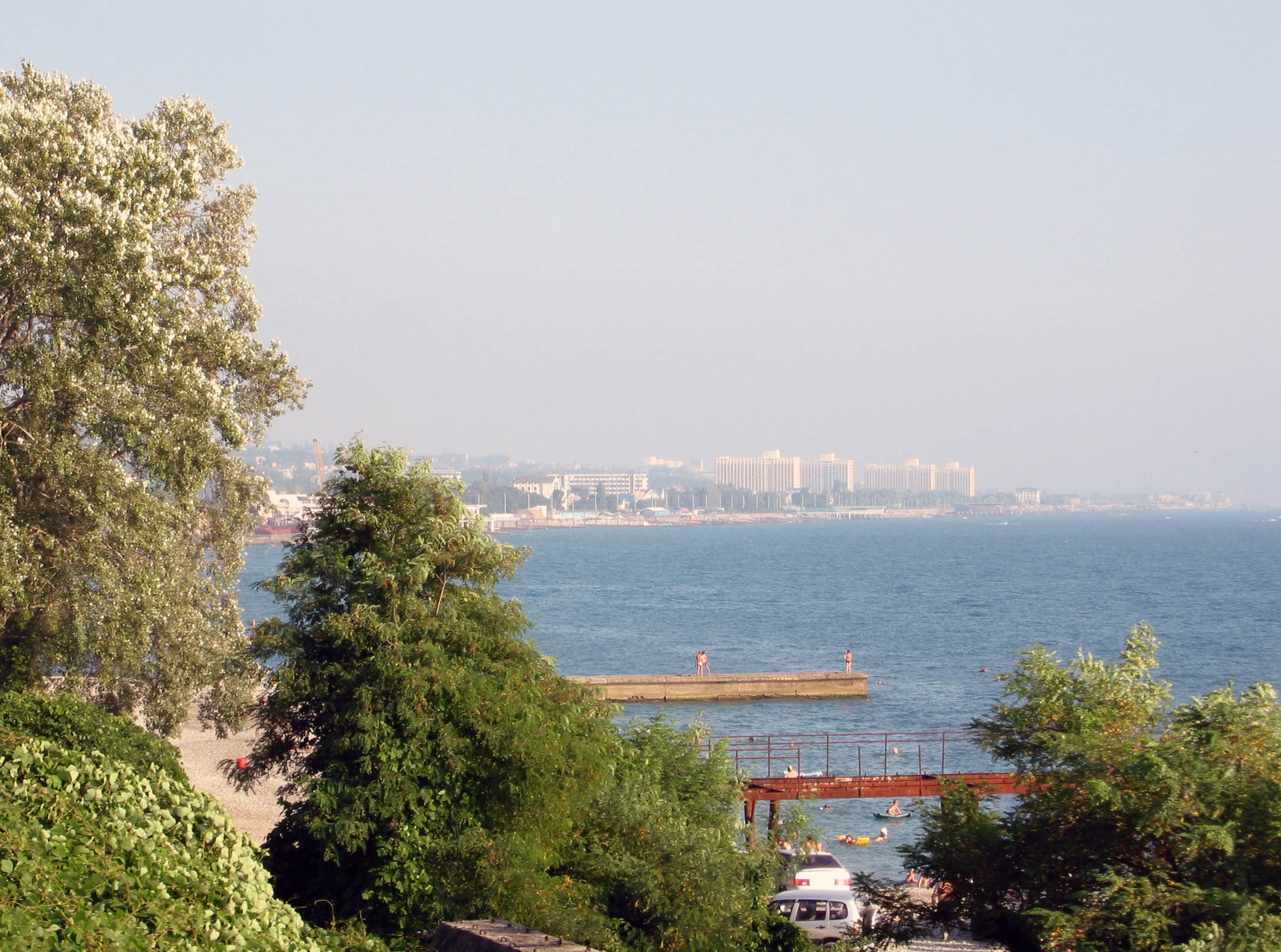
Адлер, вигляд з узбережжя Хости

А́длер (рос. Адлер, абх. Лиашə, груз. і мегр. ადლერი) — курорт на Чорному морі, один з мікрорайонів в Адлерському районі міста Сочі, його історичний центр. Розташований при впаданні в Чорне море річки Мзимти.

## Історія
Сучасне поселення бере свій початок з російського форта Святого Духа, заснованого 18 червня 1837 року на просторій рівнині у гирла річки Мзимта, по сусідству з абхазьким поселенням Лієш, відомим з глибокої старовини (у XII в. тут була генуезька факторія Layso). Ці землі тоді входили в синьорію садзького князівського роду Аредба. Князі в гирлі річки мали пристань, за допомогою якої вели торгівлю з Османською імперією. Османською ця місцевість називалася Artlar («Арти»). Це найменування закріпилося в русифікованій формі за поселенням. За іншою версією ім'я отримане на честь бригу «Адлер». Російське поселення з'явилося у фортеці в 1869.